# Сімодський трактат

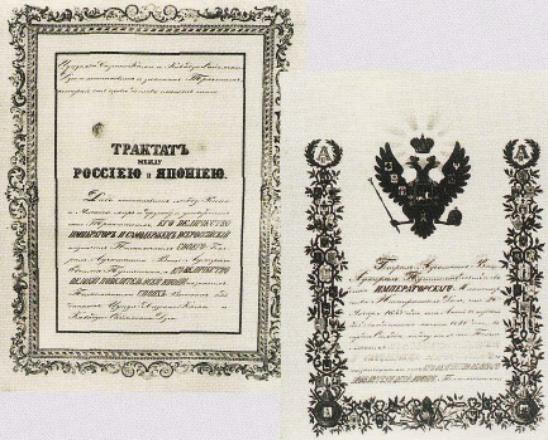
Трактат між Росією і Японією, підписаний 1855 року

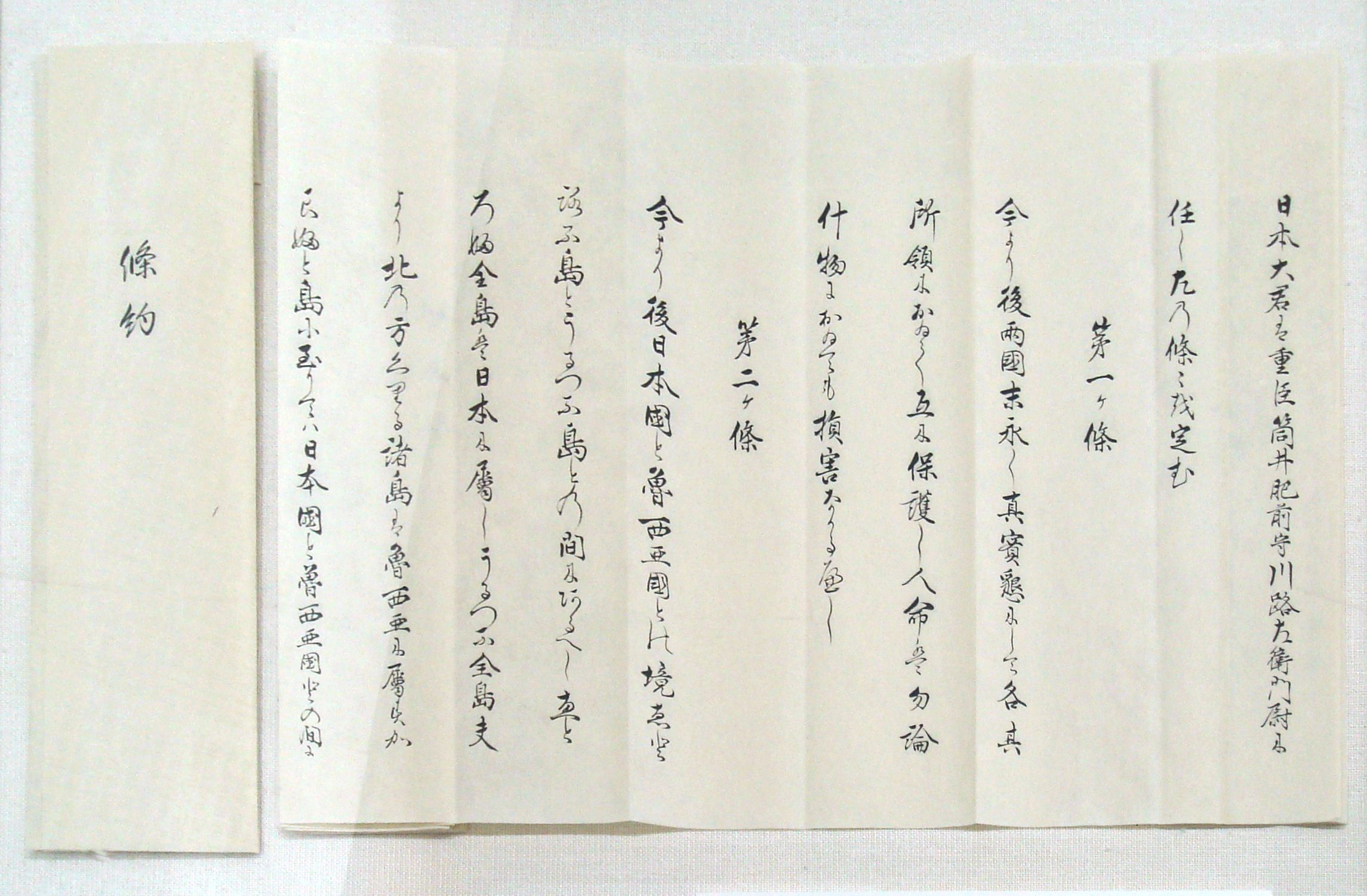
Сімодський трактат

Сімодський трактат (яп. 日露和親条約, にちろわしんじょうやく) — перша дипломатична домовленість між Росією та Японією. Був підписаний 26 січня (7 лютого) 1855 року в храмі Ґьокусендзі в Сімоді віце-адміралом Є. В. Путятіним зі сторони Росії і М. Цуцуї та Т. Кавадзі зі сторони Японії. Трактат складався з 9-ти статей.

## Короткі відомості
Згідно з домовленостями між Російською імперією та Японією встановлювались «постійний мир і щира дружба». У володіннях обох держав російські та японські піддані повинні були користуватись заступництвом і захистом як у відношенні особистої безпеки, так і недоторканості їх власності. Кордон між двома країнами встановлювалась по протоці де Фріза між островами Ітуруп (Еторофу) та Уруп, причому перший відходив до Японії, а останній та інші Курильські острови на північ складали володіння Росії, тим самим підтвердивши фактичний стан, який склався у регіоні на сер. ⅩⅨ ст. Намагаючись встановити добросусідські відносини з Японією, Росія погодилась визнати острів Сахалін «нерозділеним між Росією і Японією, як було до того часу».
Для російських суден японським урядом були відкриті порти Сімода, Хакодате і Наґасакі; в перших двох дозволялась взаємна торгівля, і в одному з них з 1856 р. могло бути відкрите російське консульство. Російським підданим був наданий «режим найбільшого сприяння». Як росіяни в Японії, так і японці в Росії підлягали суду за скоєні злочини «не інакше, як за законами своєї країни».
Пояснюючі статті, додані до договору, регламентували умови життя і торгівлі росіян в відкритих для них портах. 12 (24) грудня 1857 р. в Наґасакі був підписаний додатковий трактат, який регулював практичні питання торгівлі, в якому Росія зобов'язалась, зокрема, поважати японські води як нейтральні і утримуватись від нападу на ворожі судна, які знаходяться в японських портах.